# Marie Helvin
Marie Helvin, född 13 augusti 1952 i Tokyo, är en amerikansk fotomodell. Hon arbetade med fotografen David Bailey, med vilken hon var gift från 1975 till 1985. Hon förekom i en rad modereportage i brittiska Vogue under 1970- och 1980-talet.
Helvin föddes i Tokyo men växte från fyra års ålder upp på Hawaii. Vid ett besök i Japan omkring tio år senare kom en modellagent fram till henne och Helvin blev vid 15 års ålder kosmetikföretaget Kanebos ansikte. Hon flyttade till London och modellade för Yves Saint Laurent, Versace och Valentino. Vid en fotografering för tidskriften Vogue, träffade hon fotografen David Bailey, som hon gifte sig med 1975. Paret publicerade 1980 boken Trouble and Strife, som innehåller fotografier på Helvin, som bland annat poserar naken.
Under 1980-talet breddade Helvin sin karriär och arbetade inom tv och radio. Han gjorde även reklamkampanjer för Yves Saint Laurent och det japanska teknikföretaget Olympus. 2005 var hon en av domarna i Britain's Next Top Model. Helvin publicerade 2007 sin självbiografi, som The Sunday Times beskrev som "funny, naughty, sexy, revelatory".
2009 var Helvin modell för Agent Provocateurs underklädeskollektion "Soiree".